# Liste von Sprengstoffanschlägen im Jahr 1986
Die Liste von Sprengstoffanschlägen im Jahr 1986 erfasst Anschläge mit Sprengladungen und anderen Spreng- und Brandvorrichtungen gegen Einrichtungen und Ansammlungen von Menschen, die im Jahr 1986 passierten. Zu den Formen zählen unter anderem Auto- und Rucksackbomben. Siehe auch Liste von Anschlägen auf Verkehrsflugzeuge.

## Liste
| Datum         | Ereignis                                                         | Ort                | Staat                  | Tote   | Verletzte | Anmerkung, Quellen |
| ------------- | ---------------------------------------------------------------- | ------------------ | ---------------------- | ------ | --------- | --- |
| 21. Jan. 1986 | Sprengstoffanschlag auf Bäckerei und Tankstelle                  | Süd-Libanon        | Libanon                | 20     | 70        | [ 1 ] |
| 21. Jan. 1986 | Anschlag mit Autobombe auf Regierungsgebäude                     | Beirut             | Libanon                | 28     | 132       | [ 2 ] |
| 3. Feb. 1986  | Anschlag mit Autobombe auf Regierungsgebäude                     | Beirut             | Libanon                | 9      | 24        | [ 3 ] |
| 19. Feb. 1986 | Anschlag mit Landmine auf Lastwagen mit Zivilisten               | Ostprovinz         | Sri Lanka              | 40     | 30        | [ 4 ] |
| 24. Feb. 1986 | Anschlag mit Autobombe auf Supermarkt                            | nahe Beirut        | Libanon                | 5      | 30        | [ 5 ] |
| 16. März 1986 | Sprengstoffanschlag auf Bahnanlage                               | Jaffna             | Sri Lanka              | 5      | 37        | [ 6 ] |
| 20. März 1986 | Sprengstoffanschlag auf Einkaufszentrum                          | Paris              | Frankreich             | 1 (+1) | 28        | [ 7 ] |
| 21. März 1986 | Anschlag mit Schusswaffen und Granaten auf Dorf                  | Nedunkerni         | Sri Lanka              | 46     | 0         | [ 8 ] |
| 26. März 1986 | Anschlag mit Autobombe auf Regierungsgebäude                     | Beirut             | Libanon                | 10     | 80        | [ 9 ] |
| 27. März 1986 | Anschlag mit Autobombe auf das Polizeipräsidium                  | Melbourne          | Australien             | 0      | 21        | [ 10 ] |
| 2. Apr. 1986  | TWA-Flug 840                                                     |                    | Deutschland            | 4      | 7         | |
| 5. Apr. 1986  | Sprengstoffanschlag auf die Diskothek La Belle                   | Berlin             | Deutschland            | 3      | 231       | Bombenanschlag auf die insbesondere von US-amerikanischen Soldaten frequentierte Diskothek La Belle. Als Auftraggeber des Attentats wird die Regierung Libyens vermutet. |
| 8. Apr. 1986  | Anschlag mit Autobombe auf französischen Militärposten           | Libanonberg        | Libanon                | 13     | 107       | [ 12 ] |
| 11. Apr. 1986 | Anschlag mit Autobombe                                           | Sidon              | Libanon                | 3      | 34        | [ 13 ] |
| 12. Apr. 1986 | Sprengstoffanschläge auf Busse                                   | Dhaka              | Bangladesch            | 1      | 100       | [ 14 ] |
| 3. Mai 1986   | Air Lanka-Flug 512                                               |                    | Sri Lanka              | 21     | 41        | [ 15 ] |
| 7. Mai 1986   | Sprengstoffanschlag auf Telekommunikationsabteilungszentrale     | Colombo            | Sri Lanka              | 11     | 114       | [ 16 ] |
| 7. Mai 1986   | Sprengstoffanschlag auf Bar                                      | Hamburg            | Deutschland            | 1      | 1         | [ 17 ] |
| 19. Mai 1986  | Anschlag mit Landmine                                            | Nordwesten         | Sambia                 | 2      | 0         | [ 18 ] |
| 23. Mai 1986  | Anschlag mit Autobombe auf Schule                                | Libanonberg        | Libanon                | 9      | 84        | [ 19 ] |
| 30. Mai 1986  | Anschlag mit Autobombe auf Produktionsstätte                     | Colombo            | Sri Lanka              | 9      | 50        | [ 20 ] |
| 31. Mai 1986  | Sprengstoffanschlag auf Passagierzug                             | Gampaha            | Sri Lanka              | 15     | 24        | [ 21 ] |
| 7. Juni 1986  | Anschlag mit Autobombe auf Markt                                 | Peschawar          | Pakistan               | 5      | 40        | [ 22 ] |
| 11. Juni 1986 | Anschlag mit Mörsern und Granaten auf Marinelager                | Jaffna             | Sri Lanka              | 19     | 68        | [ 23 ] |
| 14. Juni 1986 | Anschlag mit Autobombe auf Hotel                                 | Durban             | Südafrika              | 3      | 68        | [ 24 ] |
| 15. Juni 1986 | Sprengstoffanschlag auf Expresszug                               | Khyber Pakhtunkhwa | Pakistan               | 1      | 35        | [ 25 ] |
| 16. Juni 1986 | Sprengstoffanschlag auf Kino                                     | Peschawar          | Pakistan               | 3      | 25        | [ 26 ] |
| 22. Juni 1986 | Sprengstoffanschlag auf Hotel                                    | Peschawar          | Pakistan               | 0      | 22        | [ 27 ] |
| 25. Juni 1986 | Sprengstoffanschlag auf Touristenzug                             | Cusco              | Peru                   | 8      | 40        | [ 28 ] |
| 4. Juli 1986  | Sprengstoffanschlag auf Supermarkt                               | Pretoria           | Südafrika              | 0      | 20        | [ 29 ] |
| 8. Juli 1986  | Sprengstoffanschlag auf Teeladen                                 | Teheran            | Iran                   | 0      | 37        | [ 30 ] |
| 9. Juli 1986  | Sprengstoffanschlag auf Polizeistation                           | Paris              | Frankreich             | 1      | 27        | [ 31 ] |
| 14. Juli 1986 | Anschlag mit Autobombe auf Polizeibus                            | Madrid             | Spanien                | 9      | 40        | [ 32 ] |
| 21. Juli 1986 | Sprengstoffanschlag auf Regierungsgebäude                        | Santiago de Chile  | Chile                  | 0      | 24        | [ 33 ] |
| 22. Juli 1986 | Anschlag mit Landmine auf Bus                                    | nahe Vavuniya      | Sri Lanka              | 31     | 22        | [ 34 ] |
| 24. Juli 1986 | Sprengstoffanschlag auf das Fraunhofer-Institut für Lasertechnik | Aachen             | Deutschland            | 0      | 1         | [ 35 ] |
| 24. Juli 1986 | Anschlag mit Paketbombe auf Bus                                  | Vavuniya           | Sri Lanka              | 12     | 28        | [ 36 ] |
| 25. Juli 1986 | Sprengstoffanschlag auf La Moneda                                | Santiago de Chile  | Chile                  | 0      | 36        | [ 37 ] |
| 28. Juli 1986 | Anschlag mit Autobombe auf Kino                                  | Beirut             | Libanon                | 33     | 140       | [ 38 ] |
| 1. Aug. 1986  | Sprengstoffanschlag auf Geschäfte                                | Beirut             | Libanon                | 1      | 30        | [ 39 ] |
| 2. Aug. 1986  | Sprengstoffanschlag auf Metzgerei                                | Walvis Bay         | Namibia                | 1      | 30        | [ 40 ] |
| 8. Aug. 1986  | Anschlag mit Autobombe auf Universität                           | Beirut             | Libanon                | 25     | 45        | [ 41 ] |
| 14. Aug. 1986 | Sprengstoffanschlag auf christliches Wohnviertel                 | Beirut             | Libanon                | 20     | 100       | [ 42 ] |
| 16. Aug. 1986 | Anschlag mit Autobombe auf Moschee                               | Ghom               | Iran                   | 13     | 100       | [ 43 ] |
| 19. Aug. 1986 | Sprengstoffanschlag auf iranisches Geschäft                      | London             | Vereinigtes Königreich | 1      | 12        | [ 44 ] |
| 19. Aug. 1986 | Anschlag mit Autobombe                                           | Teheran            | Iran                   | 20     |           | [ 45 ] |
| 20. Aug. 1986 | Anschlag mit Schusswaffen und Granaten auf Militärbus            | Tel Aviv-Jaffa     | Israel                 |        | 27        | [ 46 ] |
| 1. Sep. 1986  | Sprengstoffanschlag auf Supermarkt                               | Durban             | Südafrika              | 0      | 21        | [ 47 ] |
| 4. Sep. 1986  | Sprengstoffanschlag auf Kundgebung                               | Colombo            | Sri Lanka              | 0      | 45        | [ 48 ] |
| 5. Sep. 1986  | Sprengstoffanschlag auf US-Radarstation                          | Ost-Berlin         | DDR                    | 0      | 33        | [ 49 ] |
| 6. Sep. 1986  | Anschlag mit Schusswaffen und Granaten auf Synagoge              | Istanbul           | Türkei                 | 22     | 6         | [ 50 ] |
| 8. Sep. 1986  | Sprengstoffanschlag auf Regierungsgebäude                        | Köln               | Deutschland            | 0      | 1         | [ 51 ] |
| 12. Sep. 1986 | Sprengstoffanschlag auf Einkaufszentrum                          | Paris              | Frankreich             | 0      | 54        | [ 52 ] |
| 15. Sep. 1986 | Sprengstoffanschlag auf Polizeistation                           | Paris              | Frankreich             | 1      | 56        | [ 53 ] |
| 17. Sep. 1986 | Sprengstoffanschlag auf Einkaufszentrum                          | Paris              | Frankreich             | 7      | 60        | [ 54 ] |
| 15. Okt. 1986 | Sprengstoffanschlag auf Soldaten                                 | Jerusalem          | Israel                 | 1      | 70        | [ 55 ] |
| 8. Nov. 1986  | Anschlag mit Schusswaffen und Landminen auf Militärkonvoi        | La Paz             | El Salvador            | 27     | 0         | [ 56 ] |
| 10. Nov. 1986 | Sprengstoffanschlag auf Amtsgericht                              | Newcastle          | Südafrika              | 0      | 24        | [ 57 ] |
| 11. Nov. 1986 | Sprengstoffanschlag auf Einkaufszentrum                          | Johannesburg       | Südafrika              | 0      | 20        | [ 58 ] |
| 23. Nov. 1986 | Anschlag mit Autobombe auf das türkische Konsulat                | Melbourne          | Australien             | 1      | 1         | [ 59 ] |
| 30. Nov. 1986 | Sprengstoffanschlag auf Gebäude                                  | West-Berlin        | Deutschland            | 0      | 1         | [ 60 ] |
| 30. Nov. 1986 | Mörserangriff auf Polizeistation                                 | Newry              | Vereinigtes Königreich | 0      | 39        | [ 61 ] |
| 25. Dez. 1986 | Iraqi Airways-Flug 163                                           |                    | Saudi-Arabien          | 63     | 32        | Flugzeugentführung mittels Granate |